# Ventrifurca
Ventrifurca is een geslacht van hooiwagens uit de familie Cranaidae.
De wetenschappelijke naam Ventrifurca is voor het eerst geldig gepubliceerd door Roewer in 1913. 

## Soorten
Ventrifurca is monotypisch en omvat slechts de volgende soort:
- Ventrifurca albipustulata